# 할로윈 (시리즈)
《할로윈》(Halloween)은 미국의 슬래셔 영화 매체 시리즈이다. 일리노이주 가상의 마을 해돈필드에서 연쇄살인을 벌이는 악당 마이클 마이어스가 여러 영화에 걸쳐 등장하는 것이 특징이다. 마이클의 살인사건은 영화의 주배경 할로윈날에 발생한다. 마이클에 맞서는 주인공으로 돌봄이 로리 스트로드(제이미 리 커티스 역)와 심리학자 새뮤얼 루미스 박사(도널드 플레전스 역)가 있다. 첫 번째 영화 《할로윈》은 감독 존 카펜터와 프로듀서 데브라 힐가 공동으로 제작해 1978년에 개봉했다. 영향받은 작품들로 앨프리드 히치콕의 《싸이코》와 밥 클락의 《블랙 크리스마스》가 있으며 이후 등장한 슬래셔 영화에 지대한 영향을 끼쳤다.
1978년 영화가 출시된 후 총 12편의 영화가 제작됐다. 시리즈 내 다른 작품들과 연관없는 《할로윈 3》을 제외한 모든 영화에서 마이클 마이어스가 악당으로 등장했다. 《할로윈 2: 저주받은 병실》을 시작으로 1981년에서 2002년까지 다양한 후속작들이 제작됐으며, 2007년에는 롭 좀비가 감독한 1978년 영화의 리메이크 《할로윈: 살인마의 탄생》이 2009년 개봉했다. 2018년에는 다른 후속작들을 전부 무시한 1978년 원작의 직속 후속작 《할로윈》이 개봉했으며 이후 후속작이 2021년 《할로윈 킬스》, 2022년 《할로윈 엔드》 두 편이 개봉했다.
《할로윈》 시리즈는 영화마다 존재하는 여러 가지의 시간선, 연속성, 리메이크 및 리부트 등으로 인해 새 시청자에게 혼란을 야기하는 것으로 유명하다. 2018년 기준 영화들의 전세계 박스오피스 누적성적은 8억 8400만 달러이다.

## 개요

《할로윈》 영화들의 시간선표 (영어)

《할로윈》 영화 시리즈는 후속작들마다 서로 이야기가 분리되는 다양한 시간선 및 연속성으로 인해 혼란이 야기되는 것으로 유명하다.

## 참조